# Berberschmuck

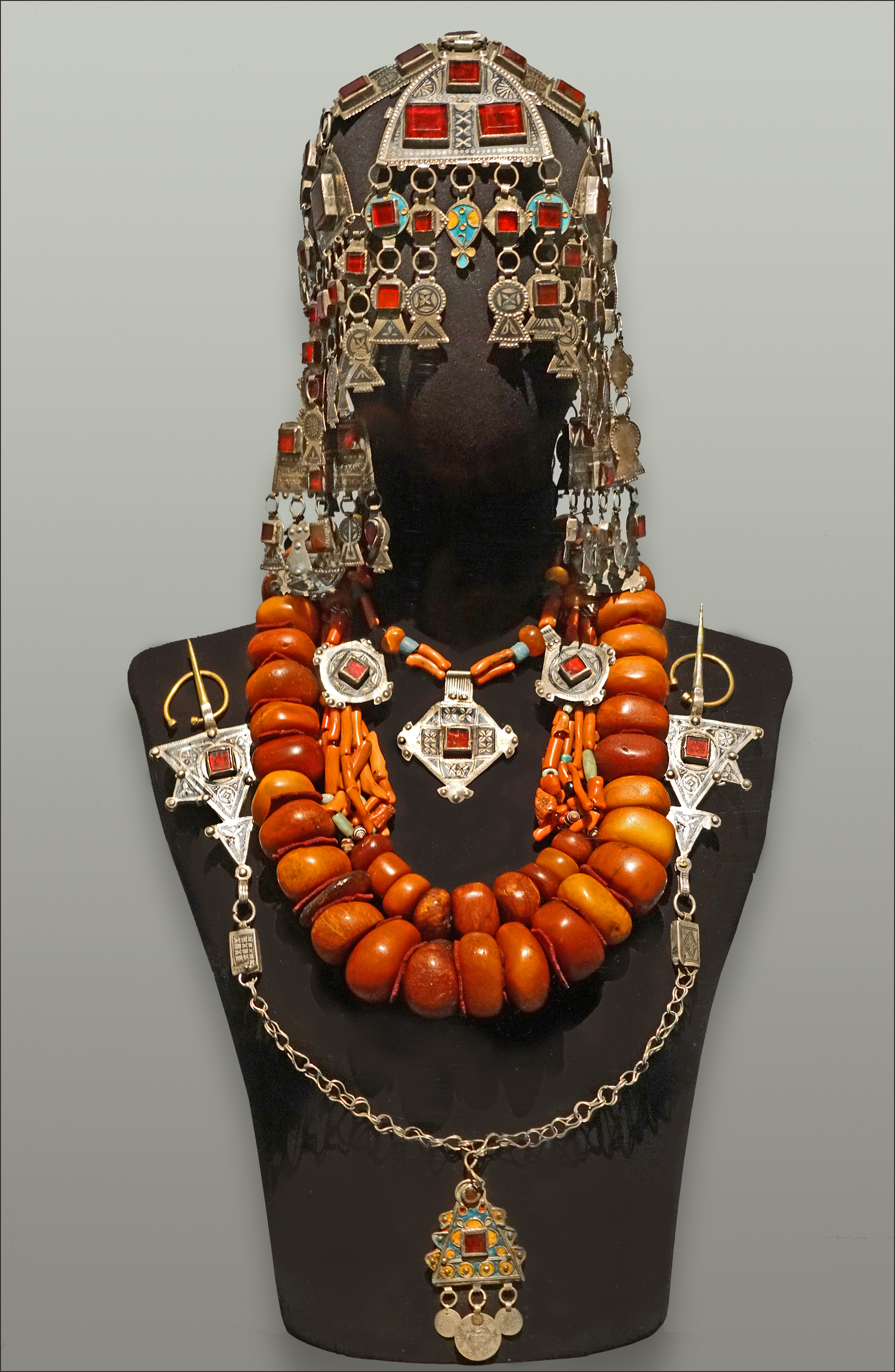
Schmuck einer Berberfrau (Musée du quai Branly, Paris)

Berberschmuck (Tamazight: ⵉⵇⵇⵛⵓⵛⵏ ⵉⵎⴰⵣⵉⵖⵏ, iqchochne imazighne) meint die traditionellen, meist silbernen Schmuckstücke der Berber (Eigenbezeichnung Imazighen). Der Begriff fasst das Schaffen von Silberschmieden verschiedener Bevölkerungsgruppen vor allem der Maghrebstaaten Marokko, Algerien, Tunesien sowie in Teilen von Libyen, Ägypten und einigen Staaten südlich der Sahara zusammen.
Im Laufe langer sozialer und kultureller Traditionen schufen Silberschmiede in Marokko, Algerien und den Nachbarländern vielfältige Schmuckstücke mit deutlichen regionalen Variationen. Frauen der Berber gaben ihren Schmuck als sichtbares Element ihrer ethnischen Identität von Generation zu Generation weiter. Berberschmuck umfasst charakteristische dreieckige Fibeln, die ursprünglich paarweise als Schließen für Kleidungsstücke dienten. Daneben trugen die Frauen Halsketten, Armbänder, Ohrringe und ähnlichen Schmuck. In der zweiten Hälfte des 20. Jahrhunderts wurde die Tradition des Berberschmucks im Maghreb allmählich zugunsten anderer, meist aus Gold gefertigter Schmuckstücke aufgegeben.
Da die Berber in Marokko im Vergleich zu Algerien und den noch kleineren Gemeinschaften in Tunesien oder anderen Gebieten bis heute am zahlreichsten sind, entsprechen auch die Anzahl und Vielfalt ihres ethnischen Schmucks dieser demografischen Verbreitung.
Ähnlich wie andere kunstgewerbliche Gegenstände der traditionellen Kulturen im Maghreb, wie Teppiche, Keramik, Kleidungsstücke und Haushaltsgegenstände hat Berberschmuck seit dem 20. Jahrhundert Eingang in private und öffentliche Sammlungen gefunden. Zeitgenössische Variationen des Berberschmucks, zum Beispiel das Symbol einer Hand, werden heute auch als künstlerische oder rein kommerzielle Modeprodukte weiterentwickelt.

## Geschichtlicher und soziokultureller Hintergrund

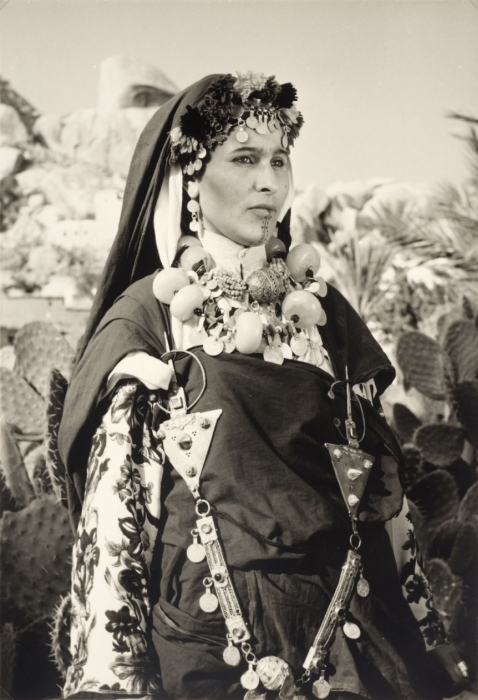
Berberfrau mit Schmuck und Gesichtstätowierung aus der Umgebung von Tafraoute, Marokko (um 1950)

In ihrer dokumentierten Geschichte, die bis in die prähistorische Zeit zurückreicht, haben die verschiedenen indigenen Berbervölker Nordafrikas einen ständigen Wandel in Lebensstil und Kultur durchgemacht. Vor allem die arabischen Eroberungen brachten ab dem späten 7. Jahrhundert große Veränderungen mit sich. Im Laufe der Zeit passten sich die Bevölkerungen des kulturell vielfältigen Gebiets in Nordafrika an äußere Einflüsse und deren Kultur an. Vor allem in größeren Städten, die in von Berbern bevölkerten Regionen entstanden, vermischten sich Berber mit Arabisch sprechenden Menschen anderer ethnischer Herkunft und brachten allmählich städtische, islamisierte und teilweise arabisierte Gesellschaften hervor. Dabei entwickelten sich in Marokko bedeutende Dynastien und Städte, wie die Almoraviden und Almohaden mit Marrakesch und im heutigen Algerien, Tunesien und Libyen florierten die Dynastien der Ziriden, Hafsiden und Zianiden mit den Städten Tlemcen, Bejaïa, Constantine, Tunis und Tripolis.

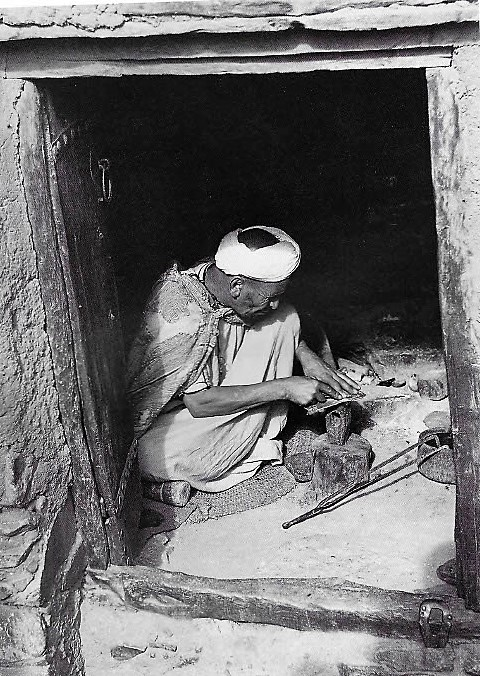
Silberschmied in seiner Werkstatt, Tiznit, Marokko, vor 1950

In ländlichen Gebieten waren Berber traditionell Bauern und lebten in Bergen, Ebenen oder Oasen wie der Siwa-Oase in Ägypten, wohingegen andere, wie die Tuareg und Zanata der südlichen Sahara, fast ausschließlich als Nomaden lebten. Einige Gruppen, wie die Chaouis, praktizierten teilweise bis in die Gegenwart ein halbnomadisches Leben (Transhumanz) und durchstreiften während einiger Monate des Jahres das Land mit ihren Viehherden (Esel, Schafe, Ziegen oder Kamele) auf der Suche nach fruchtbaren Weiden. Schmuck war dabei leicht zu transportieren und wurde von den Frauen auf den Wanderungen mitgeführt. In einer Welt, die vollständig oder weitestgehend ohne Geld auskam, spielte Schmuck für sie auch eine wichtige Rolle als veräußerbares Kapital in Notsituationen; so wurden auch häufig Münzen an Halsketten, Armreife usw. angelötet – sie konnten bei Bedarf abgebrochen werden, wobei ihr Wert jedoch nur im reinen Materialwert bestand.
Während die arabisch und städtisch geprägte Welt Nordafrikas Goldschmuck bevorzugte, hielten die Berber über Jahrhunderte am Silberschmuck fest, wobei dies vor allem auf die Landbevölkerung zutraf. Dies ist auch durch die Handwerksbetriebe der Silberschmiede in größeren Dörfern (Ksur) und mittleren Städten, wie Midelt oder Sefrou in Marokko oder in der Kabylei in Algerien, bezeugt. In den meisten Siedlungen betrieben Schmiede kleine, familiengeführte Werkstätten. Aufgrund ihrer Fähigkeiten im Umgang mit den vier Elementen Feuer, Luft, Wasser und Metallen, welche aus der Erde entnommen wurden, waren diese Berufe oft nicht sehr angesehen, was zum Teil auf abergläubische Überzeugungen zurückzuführen war, die diesen Fähigkeiten zugeschrieben wurden.

### Marokko, Algerien und Tunesien

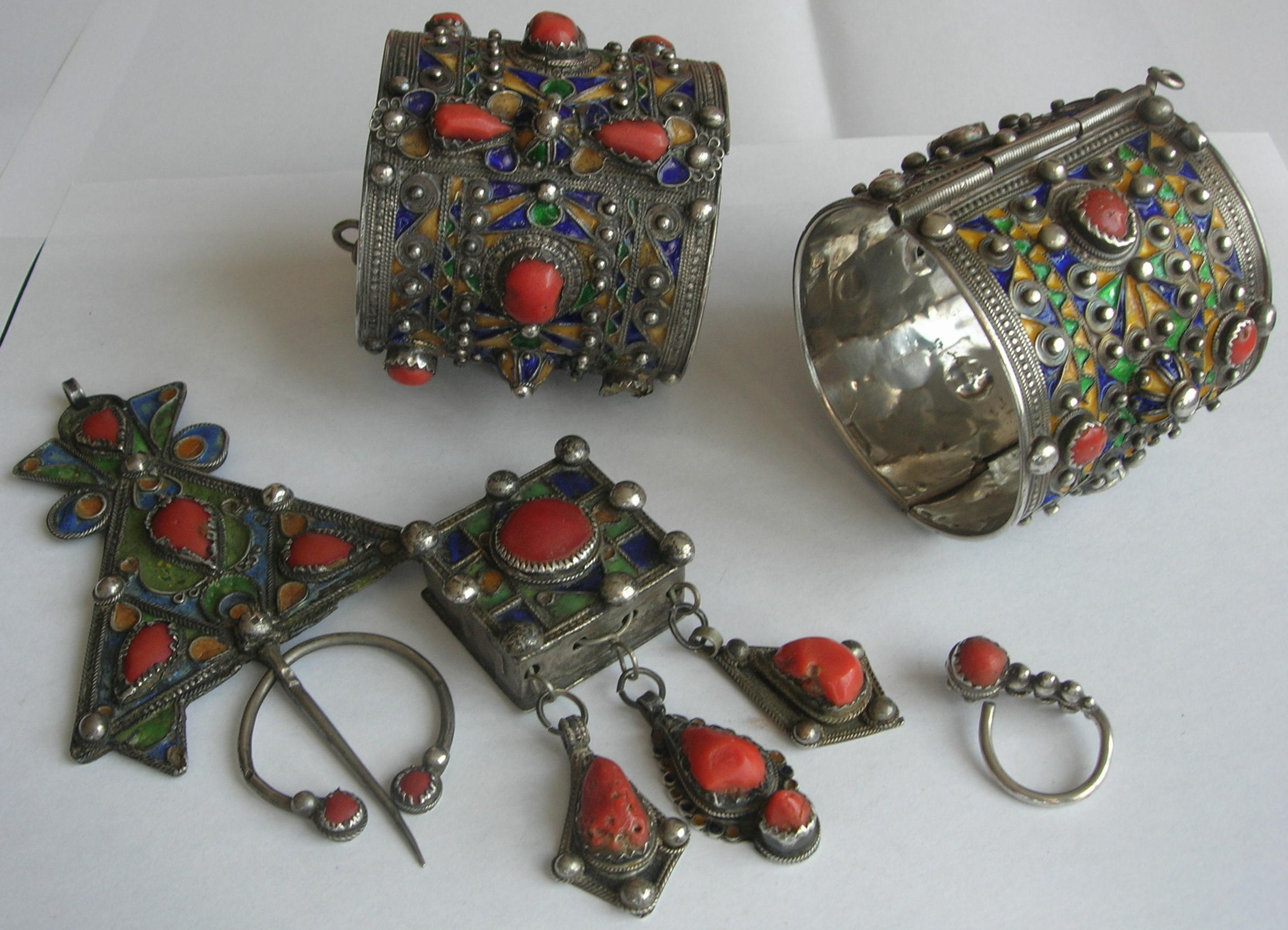
Berberschmuck aus der Kabylei, Algerien

Im Süden Marokkos, vor allem in den heutigen Regionen Drâa-Tafilalet und Souss mit dem bedeutenden Marktplatz Tiznit, waren bis zu ihrer Auswanderung in den späten 1950er Jahren vor allem jüdische Berber, die seit Jahrhunderten dort lebten, als Silberschmiede für ihre traditionellen Erzeugnisse bekannt. Da Schmuck in Form der fünf Finger einer Hand nicht nur für Muslime, sondern auch für Juden als „Hand der Miriam“ Schutz vor Unheil darstellt, wurden solche Stücke auch mit Davidstern hergestellt.
In Algerien wurde besonders in den Dörfern der Beni Yenni und Ouadhiyas in der Großen Kabylei östlich von Algier sowie im Nordosten des Landes von den Chaoui-Berbern in der Bergregion des Aurès typischer Schmuck aus Silber, Emailapplikationen und Korallen hergestellt. Im Süden Tunesiens war neben anderen Orten die Insel Djerba ein traditionelles Zentrum der Schmuckherstellung, wobei hier im Unterschied zu den Traditionen in Marokko und Algerien überwiegend figürliche Motive (Pflanzen, Fische, Vögel) und teilweise auch Gold anstelle von Silber verwendet wurden.

### Schmuck der Tuareg und in Mauretanien

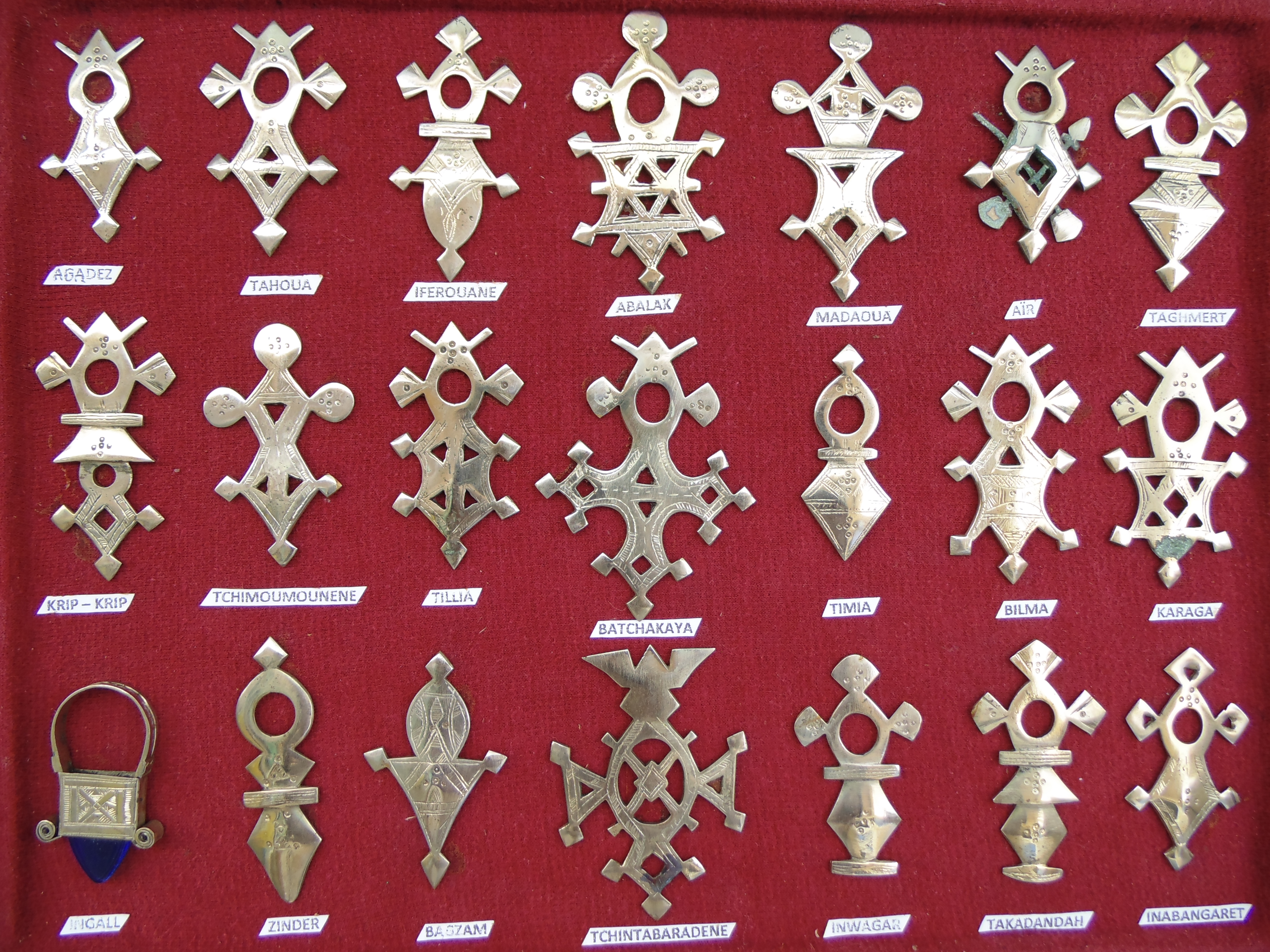
Das Kreuz von Agadez in 21 modernen Variationen, Niger, 2019

Eine besondere Tradition der ebenfalls zu den Berbern zählenden Tuareg, die in Gebieten der Sahara noch bis in die Gegenwart teilweise als Halbnomaden leben, stellen Schmuckstücke aus Silber, Eisen, Glassteinen und anderen Materialien dar. Hierzu gehört das sogenannte „Kreuz von Agadez“, wobei nur wenige dieser Schmuckstücke wie ein Kreuz aussehen. Die meisten werden sowohl von Frauen als auch Männern als Anhänger, zum Beispiel für Halsketten, mit unterschiedlichen Formen getragen, die entweder einem Kreuz (tanaghilt) oder einer Schildform (talhakim) ähneln. Historisch waren die ersten bekannten Exemplare aus Stein oder Kupfer, danach jedoch verwendeten die Schmiede der Tuareg in der Regel Silber und das sogenannte Wachsausschmelzverfahren, ohne das Metall jemals zu hämmern. Diese Schmuckstücke werden heute für Touristen auch in anderen Ländern hergestellt, wobei die traditionellen Formen oft abgewandelt werden.
Tuareg-Schmuck wurde mit ähnlichen Stilen aus dem Südwesten Marokkos, der westlichen Sahara und Mauretanien verglichen, wie dem Kreuz von Trarza, welche traditionell von Berbern hergestellt und getragen werden, die Hassania-Arabisch sprechen und als Mauren oder Bidhan bezeichnet werden. Im Vergleich von Tuareg- und mauretanischem Schmuck ist letzterer meist stärker verziert und trägt gelegentlich typische pyramidenartige Aufsätze. Exemplare mauretanischen Schmucks, darunter schwere silberne Fußreifen, wurden auch in dem Buch Berber Women of Morocco veröffentlicht.

## Formen, Materialien und Verwendung
Der oft schwergewichtige Berberschmuck besteht hauptsächlich aus Silber, dem allgemein eine segenspendende Kraft (baraka) nachgesagt wurde. Je nach Region und Verwendungszweck wurden auch Email, Korallen, Bernstein, farbiges Glas, Elfenbein und Halbedelsteine verwendet. Neben Fuß- oder Armreifen, Ohrringen, Diademen, und Anhängern für Halsketten oder Kopfschmuck nehmen Fibeln als traditionelle Schließen für Kleidungsstücke einen besonderen Platz ein. Neben ihrem ästhetischen Charakter hatten sie auch eine praktische Funktion, da sie lange, nicht vernähte Textilstücke zusammenhalten mussten. Zwischen den beiden Fibeln befand sich oft eine Kette, die an je einem Ring am unteren Ende der paarweisen Fibeln befestigt wurde. Da Fibeln aus der Bronzezeit und später als römische und westgotische Schmuckstücke bekannt sind, wird angenommen, dass Fibeln im Maghreb seit der Antike verwendet wurden.

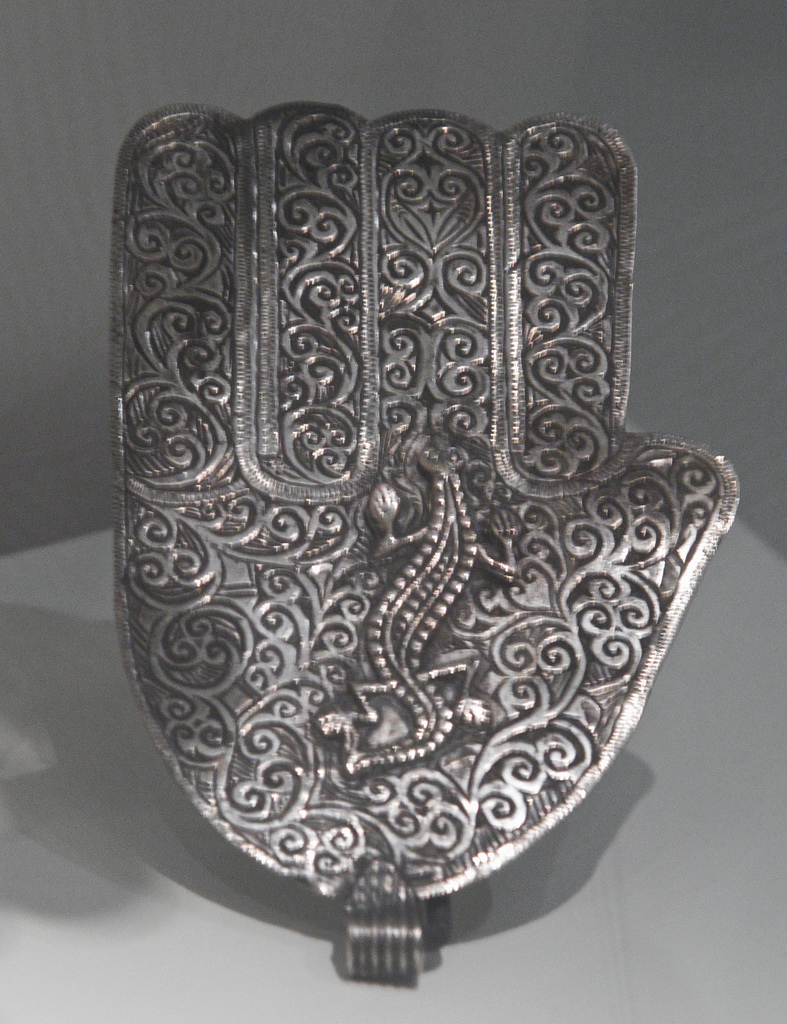
Khmissa-Amulett mit der Form eines Salamanders

Typische geometrische Ornamentformen sind Dreiecke und Rauten sowie das sogenannte Chamsa-Handsymbol (Khmissa in der lokalen Aussprache, Tafust in der Sprache der Berber), dem eine unheilabwehrende (apotropäische) Wirkung zugesprochen wird. Diese Formen finden sich auch in Ornamenten an traditionellen Lehm- oder Steinhäusern, über Türen, auf Keramik und in Teppichen etc. Auch die historisch häufigen Tätowierungen der Frauen oder die zu besonderen Anlässen bis heute aufgetragenen Henna-Ornamente sind in diesem Zusammenhang zu erwähnen.
Das vom Silberschmied auf dem Markt erworbene oder eingeschmolzene Silber wurde in eine Form gegossen und anschließend von Hand weiter bearbeitet wurde. Kunsthistorikern zufolge wurde die Kunst des Emaillierens in Cloisonné-Technik von sephardischen Goldschmieden eingeführt, die diese Kunst wiederum von ihren Vorfahren im maurischen Al-Andalus übernommen hatten. Ein weiteres häufig verwendetes Element stellt die Filigranarbeit dar, bei der dünner Silberdraht in verschiedenen Formen verwendet wurde, bevor das geschmolzene Glaspulver aufgetragen wurde, um damit die Grenzen von eingesetzten Schmucksteinen oder die Bereiche für jede Farbe emaillierter Flächen in den typischen Schattierungen von Gelb, Grün, und seltener Blau zu markieren. Emaillierter Berberschmuck wurde vor allem in Marokko (Tiznit und Anti-Atlas), Algerien (Große Kabylei), sowie in Tunesien (Moknine und auf der Insel Djerba) hergestellt. Sichtbare Teile der Stücke, die nicht durch Emaillier- oder Filigrantechnik bedeckt waren, wurden meist mit in das Silber gehämmerte, gravierte oder ziselierte Muster bedeckt und durch die Anwendung der Niello-Technik hervorgehoben.
Schmuckstücke wurden sowohl im Alltag, als auch besonders vielfältig zu wichtigen Anlässen, zum Beispiel Hochzeiten oder lokalen Festen (Moussem) getragen. Sie waren geschätzte Wertobjekte der Frauen, die sie auch nach einer Scheidung behalten konnten, bildeten einen wichtigen Teil der Brautgaben und wurden von einer Generation von Frauen an die nächste weitergegeben. Bei dieser Gelegenheit wurden sie jedoch auch häufig eingeschmolzen oder umgearbeitet – deshalb sind Schmuckstücke der Berber nur selten zu datieren, und man muss davon ausgehen, dass sie meist erst im ausgehenden 19. und beginnenden 20. Jahrhundert entstanden sind. Weiterhin dienten Schmuckstücke nicht nur ästhetischen Zwecken, sondern zumindest indirekt auch, um Informationen über die Stellung der Frauen in ihrer sozialen Umwelt zu vermitteln, einschließlich Botschaften über Ehestand, Reichtum und soziale Hierarchie.

## Kultureller Wandel nach 1950
In der zweiten Hälfte des 20. Jahrhunderts kam das (Halb-)Nomadentum weitgehend zum Erliegen. Obwohl auch in den ländlichen Regionen des Maghreb eine ständige Modernisierung stattfindet, nimmt die Abwanderung der Bevölkerung vom Land in die Städte ständig zu. Die Kunsthistorikerin Cynthia Becker berichtet über ihre Feldstudien in ländlichen Gebieten Südmarokkos Anfang der 2000er Jahre, dass einige „Berberfrauen eher Silberschmuck als den von arabischen Frauen bevorzugten Goldschmuck trugen“. Den meisten Autoren zufolge tragen jedoch nur noch wenige zeitgenössische Berberfrauen den schweren Schmuck, meist zu Hochzeiten oder anderen besonderen Anlässen. Der Schmuck der Berber verlor somit seine ursprüngliche Bedeutung und wurde an herumreisende Aufkäufer gegen geringes Entgelt veräußert, die ihn anschließend an die immer zahlreicher werdenden Antiquitätenläden in den Städten weiterverkauften. Dadurch kam auch die traditionelle Herstellung durch Silberschmiede zum Erliegen, die sich dem wandelnden Geschmack der Kundinnen anpassten und heute fast ausschließlich Goldschmuck herstellen. In der zeitgenössischen Malerei Marokkos wird die Tradition des Berberschmucks vielfach verwendet, um „eine nostalgische und idealisierte Vision der Vergangenheit auszudrücken“. Die marokkanische Künstlerin Amina Agueznay verwendet historische Silberstücke der Berbertradition mit eigenen Ergänzungen, um zeitgenössischen Schmuck zu kreieren, und lässt sich in ihren Schmuckkreationen von dieser Tradition inspirieren.

## Museumssammlungen und Ausstellungen
Als Teil des materiellen Kulturerbes wurde historischer Berberschmuck von ethnografischen Museen im Maghreb bereits seit den 1950er Jahren gesammelt, wie zum Beispiel im Dar-Si-Said-Museum in Marrakesch, im Musée du Patrimoine Amazigh in Agadir oder im Bardo Nationalmuseum in Algier. Auch Museen in der übrigen Welt wie das Musée du quai Branly in Paris, das Wereldmuseum in Amsterdam und das Metropolitan Museum of Art in New York präsentieren solche Stücke und andere traditionelle kulturelle Objekte der Berber.
Die Ausstellung Splendeurs du Maroc im Königlichen Museum für Zentral-Afrika in Belgien 1998/99 präsentierte eine große Auswahl an marokkanischem Schmuck. Der Kunsthistoriker Björn Dahlström, ehemaliger Direktor des Berber Art Museum in Marrakesch, veröffentlichte das Buch Berber women of Morocco anlässlich der gleichnamigen Ausstellung 2014/15 in Paris, Manama und Rabat. Anfang 2017 zeigte das Deutsche Goldschmiedehaus in Hanau eine Ausstellung mit mehr als 200 Exemplaren von Berberschmuck aus Algerien.

Stücke in Museumssammlungen
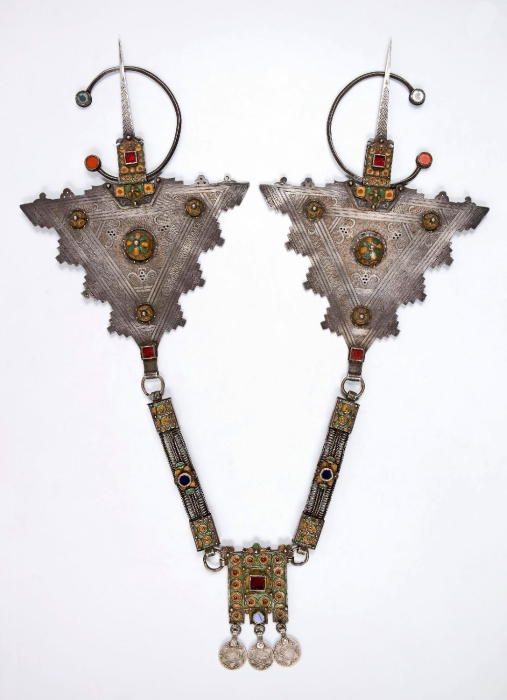
Dreieckige Fibeln mit Kette und Anhänger, Südmarokko, Tropenmuseum Amsterdam
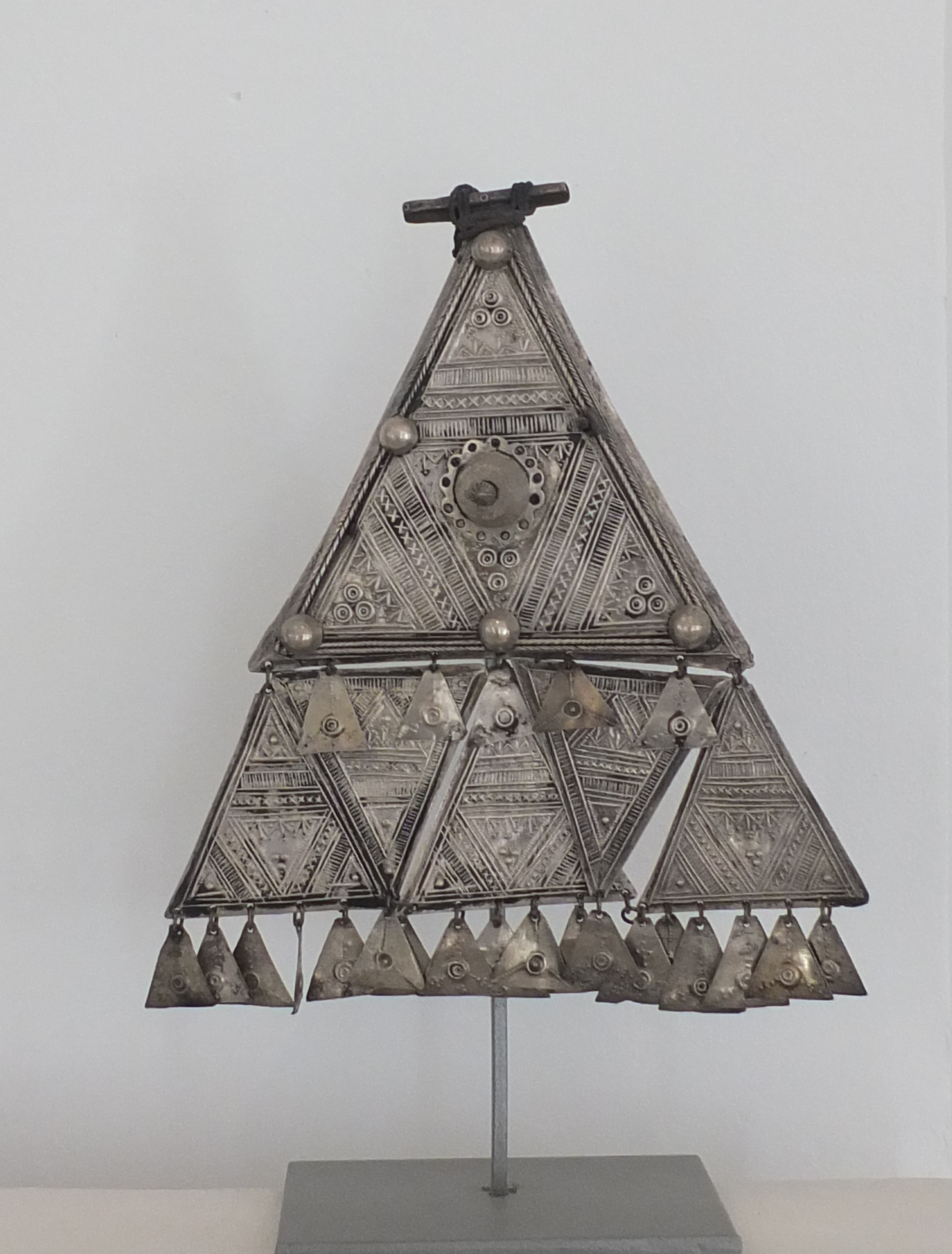
Tuaregschmuck aus den Hoggar Bergen, Algerien, im Musée Lalla Hadria, Djerba, Tunesien. Foto: Ad Meskens
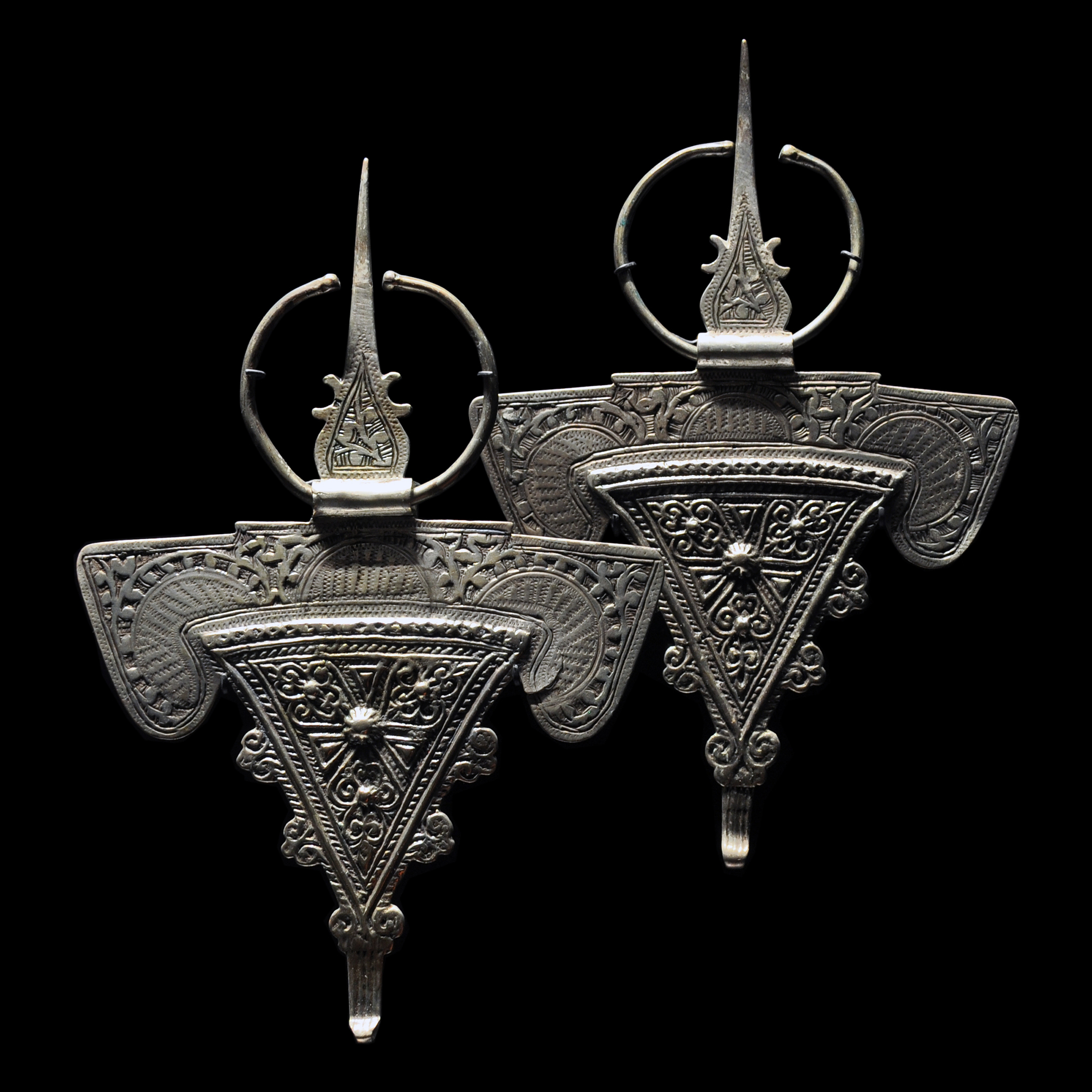
Fibeln im bélier-Stil, (Kopf eines Widders mit Hörnern), Marokko, Musée du quai Branly, Paris
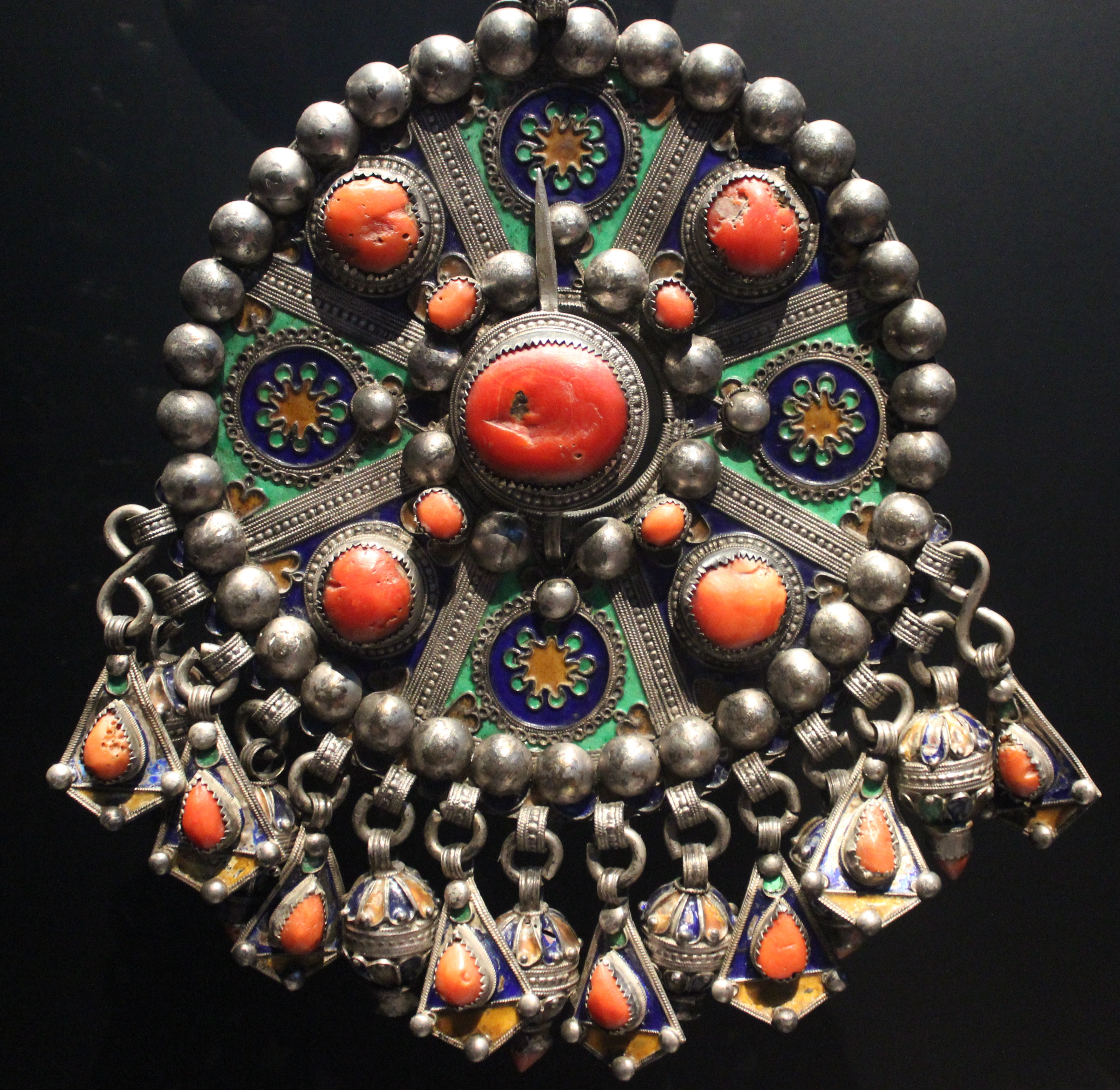
Fibel mit Korallen und Email, Algerien, Musée du quai Branly, Paris

## Kulturgeschichtliche Studien

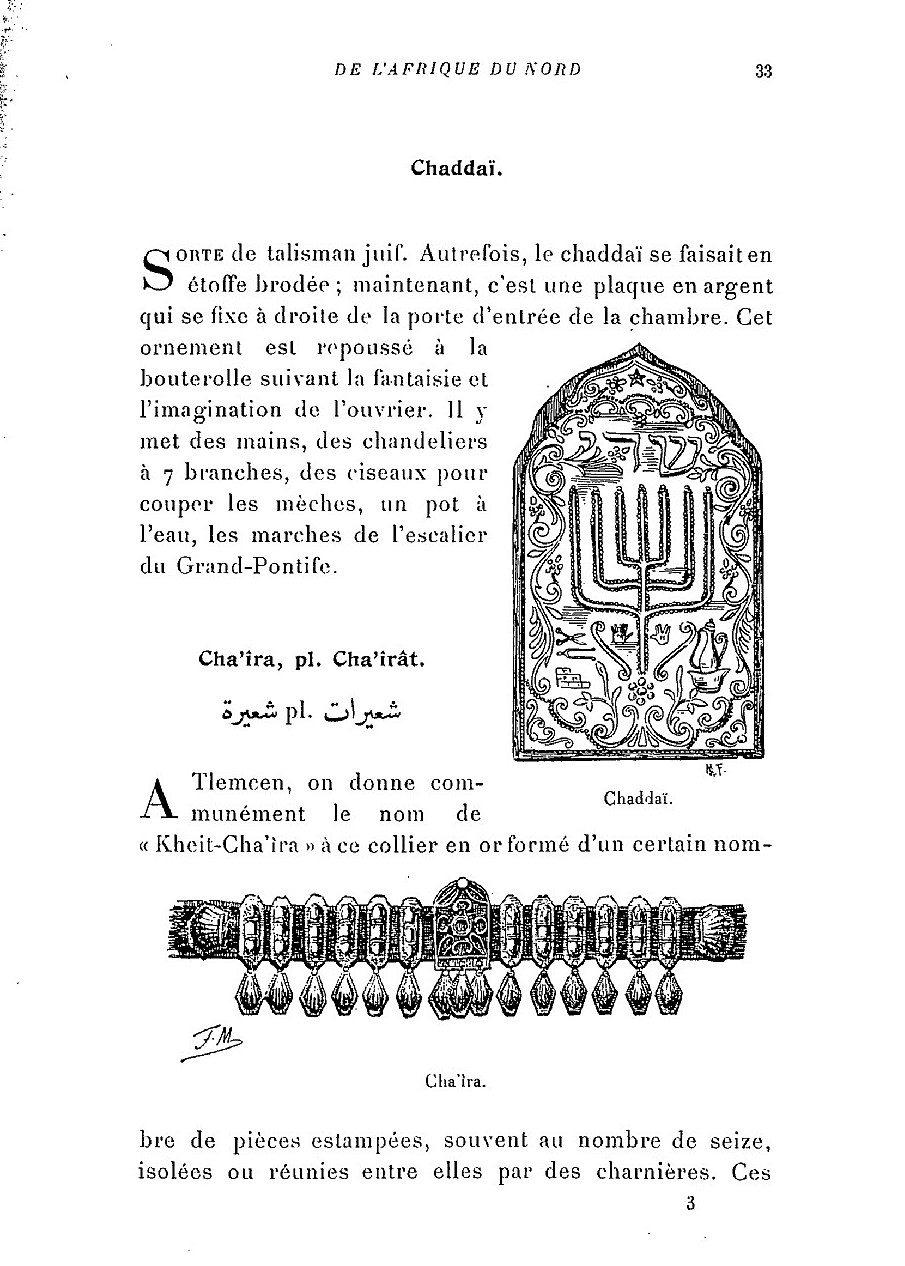
Paul Eudel, Dictionnaire des bijoux de l'Afrique du Nord, 1906, S. 33.

Ethnografische Studien zum Schmuck der Berber wurden zunächst seit Beginn des 20. Jahrhunderts durch französische Kolonialbeamte und Sammler veröffentlicht. Sie umfassten Beschreibungen der Formen, materiellen Beschaffenheit und Zuordnungen zur sozialen oder lokalen Herkunft der Schmuckstücke.
In der zweiten Hälfte des 20. Jahrhunderts veröffentlichten vor allem französische Ethnologen wissenschaftliche Arbeiten sowie Bücher für ein breiteres Publikum. Diese konzentrierten sich hauptsächlich auf die Klassifizierung von Berberschmuck in Kategorien wie Fibeln, Broschen, Ohrringe, Armbänder usw., daneben auf Materialien, Formen und lokale Namen der verschiedenen Stücke sowie auf die historische, geografische und soziale Herkunft der Silberschmiede und ihrer Kunden.
Seit Beginn des 21. Jahrhunderts haben Kunsthistorikerinnen vor allem aus dem englischsprachigen Raum ihr Interesse auf weitere Aspekte dieser kulturellen Traditionen ausgeweitet, indem sie die sozialen und geschlechtsspezifischen Rollen der Berberfrauen ins Zentrum ihrer Studien rückten und die sich verändernde Bedeutung von Schmuck und anderen künstlerischen Ausdrucksformen der Berber in der Gegenwart untersuchten.

### Frühe ethnografische Beschreibungen
Der französische Sammler und Kunstkritiker Paul Eudel (1837–1911) war einer der ersten Autoren kunsthistorischer Beschreibungen des Schmucks in Nordafrika. Nach seinem ersten Werk L'orfévrerie algérienne et tunisienne [Die Schmucktradition in Algerien und Tunesien] (1902) veröffentlichte er eine thematische Übersicht mit noch breiterer geografischen Reichweite mit dem Titel Dictionnaire des bijoux de l'Afrique du Nord. Maroc, Algérie, Tunisie, Tripolitaine [Wörterbuch des Schmucks in Nordafrika. Marokko, Algerien, Tunesien, Tripolitanien] (1906). Mit Bezug auf seine Reisen in diese Länder stellte er detaillierte Informationen über Schmuck der Berber sowie auch anderer Stile mit erklärenden Zeichnungen zu seinen Anmerkungen zusammen.
Jean Besancenot (1902–1992), ein französischer Maler, autodidaktischer Ethnograf und Dokumentarfotograf, erstellte einige Jahrzehnte später detaillierte Beschreibungen sowie zahlreiche dokumentarische Fotografien und künstlerische Illustrationen traditioneller Kleidung und Schmuckstücke in Marokko. Im Auftrag der Verwaltung des französischen Protektorats hatte er seine ethnografischen Aufzeichnungen während seiner ausgedehnten Reisen im Land zwischen 1934 und 1939 gesammelt.
In seinem Bildband Costumes du Maroc [Kostüme in Marokko] (1942) bestimmte er drei grundlegende Kategorien von Kleidung, die er jeweils den ländlichen Berbern, der jüdischen Bevölkerung und den Bewohnern der Städte zuordnete. Darüber hinaus wurde jedes Porträt seiner 60 Gouachebilder einer bestimmten sozialen Rolle (Notabeln, verheiratete Frau, Palastwache, Musiker usw.) und einer Stadt oder Region zugeordnet sowie die Kleidung der Berber weiterhin den entsprechenden Stammesgruppen. Nachdem diese Kleidungsformen in den 1930er Jahren noch sehr allgegenwärtig und markant waren, bemerkte Besancenot, dass in ländlichen Gebieten jede Art von Kleidung eine ethnische Identität darstellte. Da seine künstlerischen Farbporträts von Personen in voller Größe nicht genügend Platz für Frisuren, Schuhe oder das Drapieren loser Textilstücke wie dem städtischen Haik oder nicht vernähter Kleidungsstücke der Berber boten, fügte er detaillierte Beschreibungen und Zeichnungen für diese Kleidungsformen sowie für die verschiedenen Schmuckarten der Städterinnen sowie jene der ländlichen Berberfrauen hinzu.
In seinem zweiten Werk Bijoux arabes et berbères du Maroc [Arabischer und Berberschmuck Marokkos] (1953) veröffentlichte Besancenot seine Zeichnungen und Beschreibungen von fast 200 Schmuckstücken aus verschiedenen Orten und Traditionen Marokkos. Besancenot war ursprünglich Maler, und seine Zeichnungen hoben hier die komplexen Merkmale der Stücke im Vergleich zu seinen entsprechenden Fotografien in reduziertem, aussagekräftigen Detail hervor. Im Zuge seiner Feldstudien hatte er gelernt, die Fotografie als Mittel einzusetzen, um seine ethnografischen Eindrücke schnell festzuhalten. In einem Interview mit der Journalistin Dominique Carré kommentierte er seine Herangehensweise wie folgt: „Ich wollte beweisen, dass Wissenschaftler ihre Untersuchungen sehr oft in einer Geisteshaltung betreiben, die den ästhetischen Aspekt teilweise außer Acht lässt. […] Sie studieren gründlich eine Reihe von Gegenständen, vernachlässigen aber oft die Aspekte traditioneller Kunst, die einen sehr wichtigen ästhetischen Wert haben. Ich wollte diesen Wert wiederherstellen.“

### Ethnologische Studien
Henriette Camps-Fabrer (1928–2015), eine auf nordafrikanische Kultur spezialisierte französische Ethnologin, schrieb zwischen den 1970er und 1990er Jahren mehrere Veröffentlichungen über den Berberschmuck in Algerien und den benachbarten Maghreb-Ländern. Sie und ihr Ehemann Gabriel Camps waren in Algerien aufgewachsen und veröffentlichten zahlreiche Forschungsarbeiten zur Kulturgeschichte der Berber. Nach der Unabhängigkeit Algeriens im Jahr 1962 lehrten sie Archäologie und Ethnologie an der Universität von Algier, der das dortige Nationalmuseum angegliedert war. Gabriel Camps war später Gründer und erster Chefredakteur der Encyclopédie Berbère, in der wissenschaftliche Abhandlungen über Berberschmuck, seine Geschichte, Herstellung und Typologie von Camps-Fabrer veröffentlicht wurden.
Die französische Ethnologin Marie-Rose Rabaté ist (Ko-)Autorin mehrerer Bücher und Artikel seit den späten 1970er Jahren über Volkstraditionen in Marokko mit Schwerpunkt auf Kostümen, Schmuck und anderen dekorativen Künsten. Angesichts der immer seltener werdenden Verwendung von Berberschmuck hielt sie es für dringend geboten, diese Schmuckstücke zu identifizieren und so genau wie möglich zu lokalisieren, um ihnen entsprechende Berücksichtigung in der Geschichte der marokkanischen Traditionen zu verleihen.

### Kunsthistorische Studien
Das 2021 erschienene Buch Berber Memories. Women and Jewellery in Morocco [Erinnerungen der Berber. Frauen und Schmuck in Marokko] präsentiert Abhandlungen des belgischen Kunsthistorikers Michel Draguet zu kulturellen Traditionen der Berberfrauen. Schmuck wird in den Kontext des täglichen Lebens gestellt, in dem Frauen einen bestimmten sozialen Status hatten, der sich in ihrem Kunsthandwerk, ihren Erzähltraditionen und ihrer Kleidung, einschließlich des Schmucks, widerspiegelte. Durch Beispiele aus einer privaten Sammlung von etwa 300 Stücken präsentiert dieser Band auf fast 600 Seiten zahlreiche Fotografien von Berberschmuck und seinen historischen Besitzerinnen aus verschiedenen Regionen Marokkos.
In ihrem Artikel Deconstructing the history of Berber arts: tribalism, matriarchy and a primitive Neolithic past [Dekonstruktion der Geschichte der Berberkünste: Stammesleben, Matriarchat und eine primitive neolithische Vergangenheit] (2010) beurteilt die amerikanische Kunsthistorikerin Cynthia Becker der Boston University das verbreitete Verständnis von künstlerischen Traditionen der Berber als oberflächlich. Dem Ansatz postkolonialer Sichtweisen folgend, die Stereotypen und den eurozentrischen Ansatz ethnologischer Studien über außereuropäische Kulturen als unzureichend beurteilen, postuliert sie, dass es den bisherigen Studien nicht gelungen sei, die komplexen Realitäten der Menschen im Maghreb zu erfassen. Insbesondere seien der Einfluss des Islam, der arabischen Kultur, des Handels und der Migration weitgehend übersehen worden. Darüber hinaus stellte sie die Vorstellung einer „städtisch arabischen“ künstlerischen Tradition im Gegensatz zu einer ländlichen Berberkultur in Frage und zitierte dazu die Studie der Kunsthistorikerin Sidney L. Kasfir One tribe, one style?, der gemäß „vorkoloniale Kulturen voneinander abhängig waren, häufig interagierten und viele ihrer künstlerischen Traditionen über ethnische Grenzen hinweg teilten.“
Becker kritisierte weiterhin die Vorstellung von „archaischen“ Berbertraditionen, welche historische Veränderungen leugneten, und argumentierte wie folgt: „Solche Behauptungen romantisieren und enthistorisieren in ländlichen Gebieten lebende Berber und verstärken die Idee, dass authentische Berberkunst jene sei, die über Jahrhunderte hinweg unberührt blieb.“ In Bezug auf Interpretationen von Berbermotiven als archetypische Formen mit vor Unheil schützenden Fähigkeiten, die von Ethnologen wie Gabriel Camps bis in die vorislamische Zeit zurückverfolgt wurden, warnt Becker ferner davor, dass die Vorstellung eines „unbewussten, jahrtausendealten „Berbertums“ vielschichtige soziale Kontakte und Austauschprozesse, welche die künstlerische Produktion beeinflussen, nicht berücksichtigt.“
Zur zentralen und geschlechtsspezifischen Rolle der Frauen als Produzentinnen von Kleidung und Textilien schrieb Becker in ihrer Studie Amazigh Arts in Morocco. Women Shaping Berber Identity [Kunst der Amazigh in Marokko. Frauen gestalten Berberidentität]: „Frauen haben die künstlerischen Symbole der Berberidentität geschaffen und sie an ihren Körpern getragen, wodurch der geschmückte weibliche Körper zu einem öffentlichen Symbol der Berberidentität wurde.“
Die französische Ethnologin Marie-Luce Gélard untersuchte Berberschmuck weiterhin im Kontext kollektiver Hochzeitsrituale des Stammes der Aït Khabbash im Südosten Marokkos und betonte dabei sowohl die geschlechtsspezifische Funktion solcher Objekte als auch die Komplementarität kultureller Praktiken wie folgt:

„Schmuck hat natürlich ein Geschlecht [...] Tatsächlich gehen diese Schmuckstücke durch ihren sozialen und rituellen Gebrauch über die alleinige Manifestation der weiblichen Sphäre hinaus. Wenn sie die Ehefrau repräsentieren, sind sie auch Ausdruck der Begegnung, der Vereinigung und der Komplementarität der Geschlechter. [...] Wir sind weit entfernt von den normativen Visionen völlig getrennter männlicher und weiblicher Universen; die rituelle Verwendung und Zurschaustellung von Gegenständen zeugt vielmehr von einer Einheit der Geschlechter.“